# Elezione papale del 1073
L'elezione papale del 1073 si svolse presso la Basilica di San Pietro in Vincoli di Roma dal 21 al 22 aprile.

## Elezione
Il giorno successivo alla morte di Alessandro II, avvenuta il 21 aprile 1073, mentre aveva luogo il funerale del pontefice nella Basilica di San Giovanni in Laterano, si alzò un grido dal clero e dal popolo: «Ildebrando vescovo!». Più tardi, lo stesso giorno, Ildebrando viene portato a San Pietro in Vincoli e legalmente eletto Papa dai cardinali riuniti, con il consenso del clero romano, tra le acclamazioni ripetute delle persone.
Su questa elezione è tuttora aperto un dibattito: il fervore straordinario per Ildebrando era spontaneo o era frutto di qualche compromesso? Le circostanze della sua elezione non sono state molto regolari e si dice che non siano state rispettate le formalità previste dalla bolla del 1059. È stato però osservato che nessuno dei contemporanei protestò immediatamente contro l'elezione di Gregorio, perciò probabilmente l'espressione del popolo precedette quella dei cardinali, che avrebbero scelto Gregorio anche senza l'acclamazione popolare.
Nel decreto di elezione del 22 aprile, Gregorio VII è detto "un uomo pio, un uomo potente nella conoscenza umana e divina, un amante distinto di equità e giustizia, forte nelle situazioni avverse, moderato in quelle favorevoli, di buoni costumi, pudico, modesto, sobrio, casto, un uomo la cui infanzia si è consumata nell'amore per la Chiesa Madre, il cui apice della sua vita è stata l'elevazione ad arcidiacono".

## Cardinali elettori
Ai sensi del decreto In nomine Domini del 1059, solo i cardinali vescovi avevano diritto di voto. A quel tempo le sedi suburbicarie della Chiesa di Roma erano sette. Nell'aprile del 1073 i cardinali vescovi viventi erano sei (la sede di Silva Candida era rimasta vacante da appena 1-2 mesi), ma i dati disponibili indicano che non più di quattro potrebbero essere stati presenti a Roma al momento della morte di Alessandro II:
| Nome                                      | Nascita                     | Titolo cardinalizio   | Ruolo                                               | Concistoro           |
| ----------------------------------------- | --------------------------- | --------------------- | --------------------------------------------------- | -------------------- |
| Giovanni Minuzzo                          | Roma                        | Vescovo di Labico     | Legato pontificio emerito a Milano e in Inghilterra | 1061 (Alessandro II) |
| Uberto Belmonte                           |                             | Vescovo di Palestrina |                                                     | 1068 (Alessandro II) |
| Giovanni V                                |                             | Vescovo di Porto      |                                                     | 1058 (Stefano IX)    |
| Desiderio Epifani di Montecassino, O.S.B. | Ducato di Puglia e Calabria | Vescovo di Sabina     | Abate di Montecassino                               | 1059 (Niccolò II)    |
| Ubaldo                                    |                             | Vescovo di Sabina     |                                                     | 1067 (Alessandro II) |

Gli assenti
Due cardinali non furono presenti all'elezione: 
- Gerald di Ratisbona (nominato da Alessandro II nel 1072) - Cardinale vescovo di Ostia; impegnato in una missione diplomatica all'estero;
- Pietro Igneo (nominato anch'egli nel 1072) - Cardinale vescovo di Albano; era abate di S. Salvatore di Borgonovo poi Fucecchio e il monastero si trovava molto lontano da Roma.